# Кубок УЄФА 1988—1989
Кубок УЄФА 1988–1989 — вісімнадцятий розіграш Кубка УЄФА, у якому у двоматчевому фіналі перемогу здобув італійський клуб «Наполі», здолавши німецьку команду «Штутгарт» із загальним рахунком 5-4. 
Цей розіграш Кубку УЄФА став четвертим, до якого не допустили англійські клуби через Ейзельську трагедію. У сезоні 1988-89 не могли брати участь у турнірі «Манчестер Юнайтед», «Ноттінгем Форест», «Евертон» та «Лутон Таун».

## Перший раунд
| Команда 1            | Заг.    | Команда 2           | 1-й матч       | 2-й матч            |
| -------------------- | ------- | ------------------- | -------------- | ------------------- |
| Штутгарт             | 3–2     | Татабанья           | 2–0 (Протокол) | 1–2 (Протокол)      |
| Антверпен            | 3–6     | Кельн               | 2–4 (Протокол) | 1–2 (Протокол)      |
| Баварія              | 10–4    | Легія               | 3–1 (Протокол) | 7–3 (Протокол)      |
| Баєр                 | 0–2     | Белененсеш          | 0–1 (Протокол) | 0–1 (Протокол)      |
| Рома                 | 4–3     | Нюрнберг            | 1–2 (Протокол) | 3–1 (дч) (Протокол) |
| Гронінген            | 2–2 (ч) | Атлетіко            | 1–0 (Протокол) | 1–2 (Протокол)      |
| Арау                 | 0–7     | Локомотив (Лейпциг) | 0–3 (Протокол) | 0–4 (Протокол)      |
| Сент-Патрікс Атлетік | 0–4     | Хартс               | 0–2 (Протокол) | 0–2 (Протокол)      |
| Жальгіріс            | 4–5     | Аустрія (Відень)    | 2–0 (Протокол) | 2–5 (Протокол)      |
| Спортінг             | 6–3     | Аякс                | 4–2 (Протокол) | 2–1 (Протокол)      |
| Реал Сосьєдад        | 4–4 (ч) | Дукла (Прага)       | 2–1 (Протокол) | 2–3 (Протокол)      |
| Уніон (Люксембург)   | 1–11    | Льєж                | 1–7 (Протокол) | 0–4 (Протокол)      |
| Інтернаціонале       | 4–2     | ІК Браге            | 2–1 (Протокол) | 2–1 (Протокол)      |
| Акранес              | 1–2     | Уйпешт              | 0–0 (Протокол) | 1–2 (Протокол)      |
| Рейнджерс            | 5–2     | ГКС (Катовіце)      | 1–0 (Протокол) | 4–2 (Протокол)      |
| Абердин              | 0–2     | Динамо (Дрезден)    | 0–0 (Протокол) | 0–2 (Протокол)      |
| Дніпро               | 2–3     | Бордо               | 1–1 (Протокол) | 1–2 (Протокол)      |
| Естерс               | 2–6     | ДАК 1904            | 2–0 (Протокол) | 0–6 (Протокол)      |
| ТПС                  | 1–1 (ч) | Лінфілд             | 0–0 (Протокол) | 1–1 (Протокол)      |
| Молде                | 1–5     | Варегем             | 0–0 (Протокол) | 1–5 (Протокол)      |
| Мальме               | 3–2     | Торпедо (Москва)    | 2–0 (Протокол) | 1–2 (дч) (Протокол) |
| Фірст Вієнна         | 2–2 (ч) | Ікаст               | 1–0 (Протокол) | 1–2 (Протокол)      |
| Оцелул               | 1–5     | Ювентус             | 1–0 (Протокол) | 0–5 (Протокол)      |
| Вележ                | 6–2     | АПОЕЛ               | 1–0 (Протокол) | 5–2 (Протокол)      |
| АЕК                  | 1–2     | Атлетік             | 1–0 (Протокол) | 0–2 (Протокол)      |
| Монпельє             | 1–6     | Бенфіка             | 0–3 (Протокол) | 1–3 (Протокол)      |
| Сліма Вондерерс      | 1–8     | Вікторія (Бухарест) | 0–2 (Протокол) | 1–6 (Протокол)      |
| Наполі               | 2–1     | ПАОК                | 1–0 (Протокол) | 1–1 (Протокол)      |
| Партизан             | 10–0    | Славія (Софія)      | 5–0 (Протокол) | 5–0 (Протокол)      |
| Серветт              | 1–0     | Штурм               | 1–0 (Протокол) | 0–0 (Протокол)      |
| Тракія               | 1–2     | Динамо (Мінськ)     | 1–2 (Протокол) | 0–0 (Протокол)      |
| Бешікташ             | 1–2     | Динамо (Загреб)     | 1–0 (Протокол) | 0–2 (Протокол)      |

## Другий раунд
| Команда 1           | Заг.           | Команда 2           | 1-й матч       | 2-й матч       |
| ------------------- | -------------- | ------------------- | -------------- | -------------- |
| Баварія             | 5–1            | ДАК 1904            | 3–1 (Протокол) | 2–0 (Протокол) |
| Кельн               | 3–1            | Рейнджерс           | 2–0 (Протокол) | 1–1 (Протокол) |
| Динамо (Загреб)     | 2–4            | Штутгарт            | 1–3 (Протокол) | 1–1 (Протокол) |
| Партизан            | 4–4 (ч)        | Рома                | 4–2 (Протокол) | 0–2 (Протокол) |
| Вележ               | 0–0 (пен. 4–3) | Белененсеш          | 0–0 (Протокол) | 0–0 (Протокол) |
| Спортінг            | 1–2            | Реал Сосьєдад       | 1–2 (Протокол) | 0–0 (Протокол) |
| Хартс               | 1–0            | Аустрія (Відень)    | 0–0 (Протокол) | 1–0 (Протокол) |
| Локомотив (Лейпциг) | 1–3            | Наполі              | 1–1 (Протокол) | 0–2 (Протокол) |
| Уйпешт              | 0–2            | Бордо               | 0–1 (Протокол) | 0–1 (Протокол) |
| Ювентус             | 7–4            | Атлетік             | 5–1 (Протокол) | 2–3 (Протокол) |
| Динамо (Дрезден)    | 5–3            | Варегем             | 4–1 (Протокол) | 1–2 (Протокол) |
| Фірст Вієнна        | 2–2 (ч)        | ТПС                 | 2–1 (Протокол) | 0–1 (Протокол) |
| Мальме              | 1–2            | Інтернаціонале      | 0–1 (Протокол) | 1–1 (Протокол) |
| Льєж                | 3–2            | Бенфіка             | 2–1 (Протокол) | 1–1 (Протокол) |
| Гронінген           | 3–1            | Серветт             | 2–0 (Протокол) | 1–1 (Протокол) |
| Динамо (Мінськ)     | 2–2 (ч)        | Вікторія (Бухарест) | 2–1 (Протокол) | 0–1 (Протокол) |

## Третій раунд
| Команда 1           | Заг.    | Команда 2      | 1-й матч       | 2-й матч       |
| ------------------- | ------- | -------------- | -------------- | -------------- |
| Баварія             | 3–3 (ч) | Інтернаціонале | 0–2 (Протокол) | 3–1 (Протокол) |
| Реал Сосьєдад       | 3–2     | Кельн          | 1–0 (Протокол) | 2–2 (Протокол) |
| Гронінген           | 1–5     | Штутгарт       | 1–3 (Протокол) | 0–2 (Протокол) |
| Хартс               | 4–2     | Вележ          | 3–0 (Протокол) | 1–2 (Протокол) |
| Бордо               | 0–1     | Наполі         | 0–1 (Протокол) | 0–0 (Протокол) |
| Динамо (Дрезден)    | 4–0     | Рома           | 2–0 (Протокол) | 2–0 (Протокол) |
| Льєж                | 0–2     | Ювентус        | 0–1 (Протокол) | 0–1 (Протокол) |
| Вікторія (Бухарест) | 3–3 (ч) | ТПС            | 1–0 (Протокол) | 2–3 (Протокол) |

## Чвертьфінали
| Команда 1           | Заг.           | Команда 2        | 1-й матч       | 2-й матч            |
| ------------------- | -------------- | ---------------- | -------------- | ------------------- |
| Штутгарт            | 1–1 (пен. 4–2) | Реал Сосьєдад    | 1–0 (Протокол) | 0–1 (Протокол)      |
| Хартс               | 1–2            | Баварія          | 1–0 (Протокол) | 0–2 (Протокол)      |
| Ювентус             | 2–3            | Наполі           | 2–0 (Протокол) | 0–3 (дч) (Протокол) |
| Вікторія (Бухарест) | 1–5            | Динамо (Дрезден) | 1–1 (Протокол) | 0–4 (Протокол)      |

## Півфінали

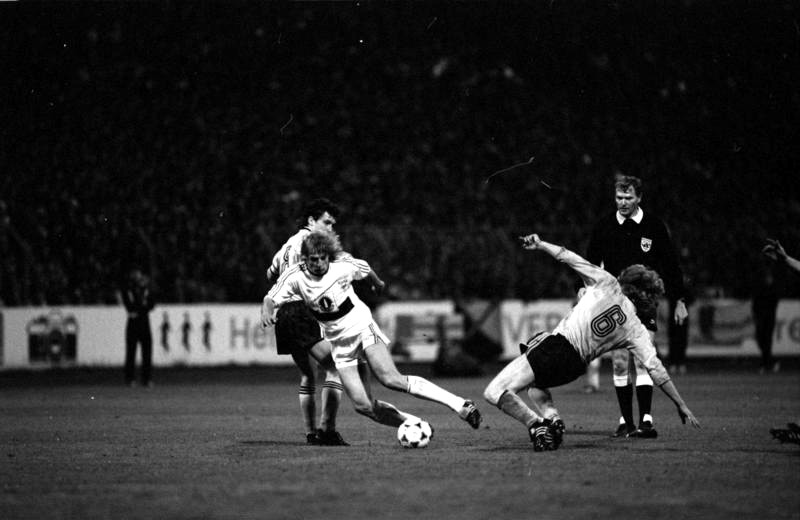
Динамо (Дрезден) проти Штутгарта у півфіналі.

| Команда 1 | Заг. | Команда 2        | 1-й матч       | 2-й матч       |
| --------- | ---- | ---------------- | -------------- | -------------- |
| Наполі    | 4–2  | Баварія          | 2–0 (Протокол) | 2–2 (Протокол) |
| Штутгарт  | 2–1  | Динамо (Дрезден) | 1–0 (Протокол) | 1–1 (Протокол) |

## Фінал

### Перший матч
| 3 травня 1989 |

| Наполі                  | 2–1      | Штутгарт    |
| ----------------------- | -------- | ----------- |
| Марадона 68' Карека 87' | Протокол | Гаудіно 17' |

| Сан-Паоло, Неаполь Глядачів: 81,093 Арбітр: Герасімос Германакос |

### Другий матч
| 17 травня 1989 |

| Штутгарт                                    | 3–3      | Наполі                            |
| ------------------------------------------- | -------- | --------------------------------- |
| Клінсманн 27' Де Наполі 67' (аг) Шмелер 90' | Протокол | Алемао 19' Феррара 39' Карека 62' |

| Некарштадіон, Штутгарт Глядачів: 67,000 Арбітр: Вікторіано Санчес Армініо |

| Переможець Кубка УЄФА 1988—1989 |
| ------------------------------- |
| Італія                          |
| Наполі Перший титул             |

## Бомбардири
| Місце | Гравець          | Клуб                | Голи | Зіграно хвилин |
| ----- | ---------------- | ------------------- | ---- | -------------- |
| 1     | Торстен Гютшов   | Динамо (Дрезден)    | 7    | 743            |
| 2     | Карека           | Наполі              | 6    | 1048           |
| 3     | Ульф Кірстен     | Динамо (Дрезден)    | 5    | 445            |
| 3     | Юрген Вегманн    | Баварія             | 5    | 564            |
| 3     | Костел Саломон   | Вікторія (Бухарест) | 5    | 703            |
| 3     | Майк Гелловей    | Хартс               | 5    | 715            |
| 3     | Олаф Тон         | Баварія             | 5    | 720            |
| 3     | Мауріціо Гаудіно | Штутгарт            | 5    | 1095           |